# Banque-carrefour de la Sécurité sociale
Pour les articles homonymes, voir BCSS.
La Banque-carrefour de la Sécurite sociale (BCSS) (en néerlandais : Kruispuntbank van de Sociale Zekerheid, abrégé KSZ, en allemand : Zentrale Datenbank der sozialen Sicherheit, en anglais : Crossroads Bank for Social Security (CBSS) est une organisation gouvernementale fédérale belge fondée en 1990 auprès du Service public fédéral Sécurité sociale. La Banque Carrefour a développé un réseau électronique qui relie environ 2 000 institutions différentes actives dans le secteur de la sécurité sociale. Le BCSS se présente comme le moteur et le coordinateur de l'e-gouvernement dans le domaine de la sécurité sociale.

## Histoire et introduction
L'installation de la BCSS est née de la volonté, apparue à partir des années 1980, d'utiliser la technologie pour simplifier les procédures administratives de la sécurité sociale belge, mais qui n'a pu aboutir qu'en 1990, dans la mise en place d'un réseau informatique d'échanges des données. La mise en place de procédures informatiques de traitement des données s'est accompagnée d'une volonté d'aménagement de certains concepts juridiques de sécurité sociale à son service. Le premier fondement légal de l'E-gouvernement de la sécurité sociale ou E-sécurité sociale est la loi du 15 janvier 1990 relative à l'institution et à l'organisation du BCSS. Cette loi donne à la BCSS, la « mission générale de réformer les processus et les relations entre les institutions de Sécurité sociale ainsi qu’entre ces institutions et les citoyens et les entreprises, grâce au recours optimal aux technologies modernes et aux nouveaux médias, et de promouvoir un fonctionnement aussi effectif et efficace que possible de la sécurité sociale, une optimisation des services rendus aux citoyens et aux entreprises et une réduction maximale des charges administratives. ». La loi du 26 juillet 1996, renforce cette politique et sous la coordination du BCSS, en collaboration avec les institutions de la sécurité sociale et les partenaires sociaux, les relations entre les institutions, les citoyens et les entreprises vont être automatisées dans une approche holistique combinant backoffice et interactions frontoffice. Les systèmes mis en place par la BCSS s'articulent autour de différentes matières de traitement de l'information:
- modélisation des informations, notamment recours à des techniques de modélisation des informations orientées objet et à des langages de modélisation tels que l’UML ;
- collecte unique et la réutilisation des informations: collecte ciblée d'information par les acteurs du secteur social pour des finalités bien déterminées  mise en place de canaux électroniques de communication des données par les fournisseurs avec des services de base uniformes (authentification unique, accusé de réception par fichier, notification par message) ; validation des informations des fournisseurs par les acteurs du secteur social, et partage avec des utilisateurs autorisés par le Comité sectoriel de la Sécurité sociale ;
- gestion des informations ;
- échange électronique d’informations ; l'initiative des échanges électroniques d'informations peut émaner de l'acteur qui dispose d'informations, de l'acteur qui en a besoin ou de la BCSS ;
- protection des informations ;  les données à caractères personnel sont uniquement utilisées pour des finalités conciliables avec le but pour lequel elles ont été collectées. En fonction des besoins de l'entreprise, du soutien de la politique, et de l'application de la réglementation, seuls les utilisateurs autorisés peuvent accéder aux données à caractère personnel ; autorisations rendues publiques, et accordées par le Comité sectoriel de la Sécurité sociale, créé au sein de la Commission pour la protection de la vie privée.

## Structure et organisation
Le BCSS est géré par le comité de direction composé de:
- Un président ;
- des représentants des organisations d'employeurs et des organisations de travailleurs indépendants ;
- des représentants du Collège Intermutualiste National (CIN) ;
- des institutions publiques de sécurité sociale ;
- de deux commissaires du gouvernement.

## Opération
Le BCSS gère, entre autres, le registre BIS qui contient les numéros Bis et un répertoire de référence qui indique par personne où les données personnelles sont conservées et peuvent être obtenues. À l'aide d'une architecture orientée services, des services sont proposés aux organisations de la Sécurité sociale, mais aussi à d'autres organisations d'utilité publique. Ces services consistent principalement en un traitement par lot en temps réel. Depuis fin 2012, le passage d'un ordinateur central à un environnement de serveur virtuel est terminé, facilitant la transition vers des techniques de communication modernes telles que SOAP. En 2015, plus d'un milliard de messages ont été échangés entre les institutions de sécurité sociale , qui dans le passé étaient très probablement échangés via des certificats papier.

## Projets importants

### La carte SIS
En 1998, la carte SIS a été introduite par BCSS. Chaque Belge et résident ayant droit à la Sécurité Sociale reçoit cette carte afin de s'identifier et d'utiliser plus facilement les services de la Sécurité Sociale. Depuis le 1er janvier 2014, la carte SIS a été remplacée par la carte d'identité électronique, car elle contient déjà toutes les données nécessaires. La carte ISI+ a été créée pour les personnes qui ont droit aux services de sécurité sociale, mais qui n'ont pas droit à une carte d'identité belge. Le nom signifie « Identification Sociale/Sociale Identificatie/Soziale Identifizierung » et le signe plus doit indiquer la complémentarité de la carte par rapport à la carte d'identité électronique.

### E-gouvernement dans la sécurité sociale
Depuis 1996, le BCSS est à la tête du projet de simplification administrative au sein de la Sécurité sociale, en collaboration avec l'ONSS. Cela se traduit, entre autres, par la généralisation de la déclaration de travail électronique (DIMONA), la généralisation d'une déclaration électronique et multifonctionnelle à l'ONSS et au RSZPPO et la simplification et l'informatisation de la déclaration des risques sociaux.

### Réseau d'information de la sécurité sociale
En collaboration avec les autres institutions de sécurité sociale, un réseau d'information a été développé qui relie environ 2000 institutions. Ce réseau a été mis en place pour pouvoir également être appliqué dans de nombreux autres secteurs. Dans le modèle de la Banque-carrefour, les données sont stockées de manière décentralisée auprès des différentes autorités, et la Banque-carrefour garde une trace de quelles données sont stockées, dans un répertoire de référence.

## Récompenses et honneurs
- Federale Overheidsorganisatie van het jaar 2014[3] ;
- European Public Service Award (2007) [4] ;
- United Nations Public Service Award for eGovernment (2006) [5].